# Гошен (Кентаки)
Гошен (енгл. Goshen) град је у америчкој савезној држави Кентаки.

## Демографија
По попису из 2010. године број становника је 909, што је 2 (0,2%) становника више него 2000. године.
| Група             | 2000.       | 2010.       |
| Белци             | 886 (97,7%) | 844 (92,8%) |
| Афроамериканци    | 6 (0,7%)    | 22 (2,4%)   |
| Азијати           | 1 (0,1%)    | 7 (0,8%)    |
| Хиспаноамериканци | 2 (0,2%)    | 31 (3,4%)   |
| Укупно            | 907         | 909         |